# کوه گوگرد
کوه گوگرد در شمال شرقی پارک ملی کویر قرار گرفته‌است. این کوه ۶۰۰ متر بلندتر از کویر پیرامون آن است. این تاقدیس دراز پی‌آمد فشار نیروهای پدیدآور کوههای البرز بر کویر است. بخش میانی این کوه، قدیمی‌ترین بخش و سنگ‌گچ است که خمیدگی صخره‌ای و فرسایش، صخره‌های گلی رسوبی را از روی آن زدوده‌است.

بلندترین قلهٔ این رشته با ارتفاع ۱۴۸۹ متر از سطح دریا، در شرق خط‌الرأس گچی قرار دارد. نام تاقدیس شرقی کوه تاغی است و ارتفاع بلندترین قلهٔ آن ۱۲۷۴ متر است. بستر رودخانه‌های شوراب (شورآب)، ورکی (ورگی)، آب دولاتی و گل او (گِلو) در کنارهٔ این کوه قرار گرفته‌اند.

## کوههای پیرامون
کوه پایین‌دستی با ارتفاع ۷۷۶ متر کوه تاک و کوه بالادستی با ارتفاع ۱۱۶۰ خاکه کوه یا کوه گچاب نام دارد.
کوههای طلحه با ارتفاع ۱۳۹۲ متر و دزدون با ارتفاع ۱۲۰۲ متر در شرق پارک ملی کویر قرار دارند.

## گسل
گسل کوه گوگرد با درازای ۸۰ کیلومتر و گسل کوه گچاب با درازای ۴۰ کیلومتر رشته‌هایی از گسل سمنان هستند.